# Oligodon vertebralis
Espèce
Synonymes
- Simotes vertebralis Günther, 1865

Statut de conservation UICN

 DD  : Données insuffisantes
Oligodon vertebralis est une espèce de serpents de la famille des Colubridae.

## Répartition
Cette espèce se rencontre au Kalimantan en Indonésie, en Malaisie péninsulaire et au Sabah.

## Taxinomie
L'ancienne sous-espèce Oligodon vertebralis notospilus a été élevée au rang d'espèce.

## Publication originale
- Günther, 1865 : Fourth account of new Species of Snakes in the Collection of the British Museum. Annals and Magazine of Natural History, ser. 3, vol. 15, p. 89-98 (texte intégral).